# Daniel Clesse
Pour les articles homonymes, voir Clesse.
Daniel Clesse, époux d'Adolie Rousseau, né le 13 avril 1872 à Lavacherie et y décédé le 26 juillet 1940, fut un sénateur socialiste belge.
Daniel Clesse fut ouvrier terrassier, cultivateur, voyageur de commerce, coopérateur, dirigeant de la Fédération socialiste du Luxembourg, sénateur représentant le Parti ouvrier belge dans l'arrondissement de Arlon-Marche-Bastogne-Neufchâteau-Virton (1929-32), sénateur provincial (1932-40), conseiller communal de Libramont, dirigeant mutualiste.

## Sources
- Sa bio sur le Maitron